# Afrikansk vildhund
Den afrikanska vildhunden eller hyenhunden (Lycaon pictus) är ett däggdjur inom familjen hunddjur, därigenom avlägsen släkting till tamhunden och den enda arten inom släktet Lycaon.

## Taxonomi
Den vilseledande benämningen "hyenhund" bör undvikas eftersom den inte är besläktad med hyenor som inte är hunddjur över huvud taget. Denna förväxling gjordes till och med av Coenraad Jacob Temminck som beskrev arten med det vetenskapliga namnet Hyaena picta. Den brittiska biologen Joshua Brookes flyttade arten 1827 till det egna släkte Lycaon. På grund av några morfologiska likheter antogs tidigare att arten är nära släkt med asiatisk vildhund (Cuon alpinus) och skogshund (Speothos venaticus), men nyare genetiska studier tyder på ett närmare samband med vargsläktet (Canis). En del zoologer skiljer mellan fem underarter på grund av de utförda undersökningar och andra betraktar differenserna som obetydliga och definierar arten som ett monotypiskt taxon.
Det vetenskapliga namnet betyder "målad varg".

## Utseende och anatomi
Afrikansk vildhund har asymmetriska fläckar, och det är mycket karaktäristiskt för arten att inte två individer har samma fläckmönster. Fläckarnas färg varierar mellan gulbrun och svart. Huvudet är över ögonen gulbrunt med en svart strimma i mitten på hjässan. Nosen och öronens spetsar är svarta. Bakre delen av svansen har huvudsakligen en vit färg och vissa individer har en mörk svansspets.
Kroppslängden (huvud + bål) varierar från 1,05 m till 1,40 m och båda könen är lika stora. Därtill kommer en 31 till 42 cm lång svans. Hannar är med en genomsnittlig vikt av 28 kg något tyngre än honor som når 24 kg. Extremiteterna är för storleken ganska smala och dessutom kännetecknas arten av stora cirka 13 cm långa avrundade öron. Varje fot har fyra tår som är utrustade med klor. Hudvecken där penisen vanligen göms har långa hår som gör det lätt att skilja individer av olika kön.
Trots artens typiska utseende förväxlas den av lekman ofta med förvildade tamhundar, strimmig hyena, sidstrimmig schakal eller öronhund.

## Utbredning och habitat
Afrikansk vildhund förekom under historisk tid i nästan hela Afrika söder om Sahara. Den saknades bara i låglänta regnskogar och i alltför torra öknar. Fram till idag (2011) blev arten utrotad i 25 av 39 stater. Större populationer finns bara kvar i södra Afrika och södra delar av östra Afrika. I den förstnämnda regionen är arten vanligast i norra Botswana, västra Zimbabwe, Zambia, östra Namibia och Sydafrika (främst Kruger nationalpark). Den östra populationen hittas främst i Kenya, Tanzania och norra Moçambique.
Habitatet utgörs bland annat av den grästäckta savannen, ofta med några buskar, av halvöknar och skogar i bergstrakter. Nyare studier indikerar att arten undviker alltför öppna landskap.

## Ekologi

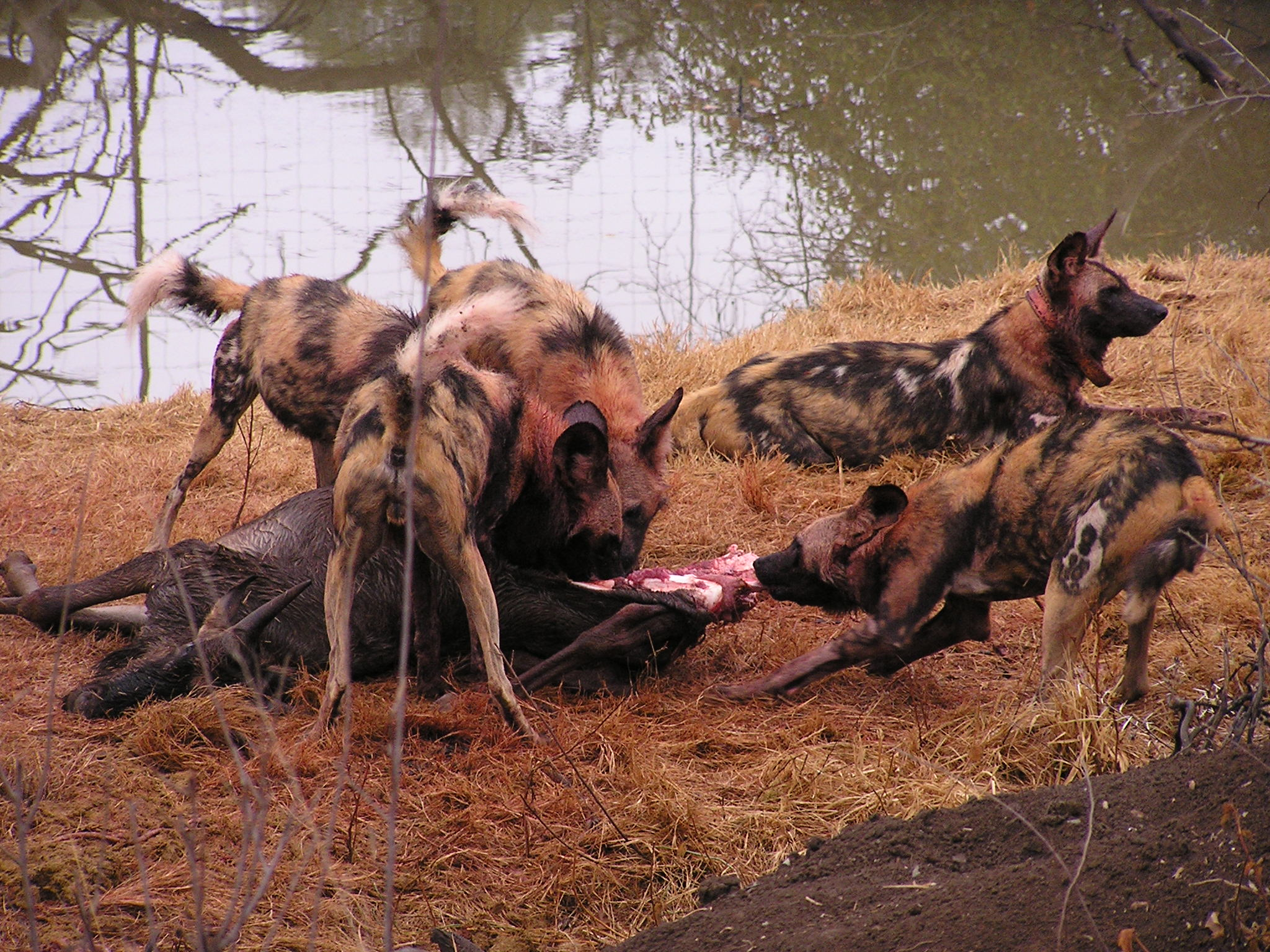
Flock av afrikansk vildhund ätande på en strimmig gnu.

Den afrikanska vildhunden lever i flock. Flockens storlek varierar mycket under året mellan två och trettio vuxna individer samt deras ungar. Oftast bildar ett könsmoget par från en äldre flock en ny flock. Flocken har ett påfallande stort revir som kan vara mellan 50 och 200 km² stort. Under vandringar kan de ströva genom ett område som är upp till 2 000 km² stort. Oftast överlappar reviren av olika flock varandra, men det iakttogs även att vissa flockar markerade gränsen med doftämnen och försvarade den mot främmande individer.
Afrikansk vildhund jagar oftast mellan klockan 6 och 8 på morgonen samt mellan klockan 5 och 7 på eftermiddagen. Deras bytesdjur är framför allt hovdjur som impalaantilop och andra medelstora gräsätare. Bytet väger vanligen omkring 25 kg och ibland dödar de stora hovdjur som afrikansk buffel med en vikt omkring 200 kg. Under jakten når de hastigheter upp till 60 km/h och ibland har flockens medlemmar en tydlig koordination under jakten. I Serengeti lyckas jakten vid nästan 70 procent av alla försök, som jämförelse ligger lejonets effektivitet bara vid 23 procent. Deras behov av ett stort jaktområde gör dem känsliga för konkurrens med lejon och hyenor. Ju större flocken är desto bättre kan de försvara bytet. I viss mån äter afrikansk vildhund mindre djur som harar och ödlor samt fågelägg.
Vanligen fortplantar sig bara ett dominant par i flocken och i enstaka fall parar sig hannen även med andra honor från flocken. Dräktigheten varar omkring 72 dagar och sedan föder honan påfallande stora kullar med oftast 10 till 11 ungar, sällan upp till 21 ungar. Ungarna föds i en lya. Honan slutar efter ungefär åtta veckor med digivning och sedan får hon och ungarna föda av andra flockmedlemmar. Ungarna lämnar lyan först efter 12 till 16 veckor och under andra levnadsåret blir de könsmogna. Bara ett fåtal individer har redan egna kullar vid denna tidpunkt.
Livslängden i naturen ligger vanligen vid sex år och vissa individer blev omkring tio år gamla.

## Afrikansk vildhund och människor
Annars är människan deras största hot. Eftersom de ibland anfaller nötboskap lever de i konflikt med bönder, och det händer att man lägger ut gift för att döda dem, fast de är skyddade. Afrikansk vildhund dödas även med skjutvapen samt med hjälp av tamhundar när den visar sig utanför naturskyddsområden. Däremot förekommer ingen nämnvärd jakt för pälsens eller nöjens skull. Många individer faller offer för trafikolyckor.
På grund av artens behov av stora revir påverkas den mycket av nya bosättningar och vägar. Därför är utbredningsområdet numera uppdelat i många från varandra skilda regioner som försämrar det genetiska utbytet. Tamhundens parvovirus skördar också många offer. IUCN uppskattar det aktuella beståndet med 3 000 till 5 000 individer varav cirka 2 500 är könsmogna och listar afrikansk vildhund som starkt hotad (EN).